# Arqueros de Boscombe
Los arqueros de Boscombe es el nombre dado por los arqueólogos a un grupo de personas de principios de la Edad del Cobre encontradas en un entierro compartido en Boscombe Down en Amesbury cerca de Stonehenge en Wiltshire, Inglaterra.

## Descubrimiento
Los entierros fueron descubiertos en 2003 durante unos trabajos viales en el aeródromo militar de Boscombe Down, cerca de un grupo de casas en Amesbury.

## Los entierros
La tumba contenía siete entierros: tres niños, un adolescente y tres hombres. El análisis de los cráneos sugiere que los hombres y el adolescente estaban emparentados. El hombre más mayor fue enterrado acuclillado con los huesos de los otros esparcidos a su alrededor, los cráneos descansando a sus pies. Fueron apodados arqueros porque varias puntas de flechas de sílex fueron colocadas con ellos en la tumba. El ajuar funerario también incluía un colmillo de jabalí, una palanca de hueso, herramientas de sílex, y ocho vasijas de tipo campaniforme, un número inusualmente alto.
Los entierros datan de alrededor de 2300 a. C., haciéndoles contemporáneos del Arquero de Amesbury que fue encontrado cerca, al sur.

## Análisis
Análisis isotópicos del plomo presente en los dientes de los hombres indica que nacieron en zonas del actual Gales o en el Distrito de los Lagos, pero se trasladaron en la niñez. Esto al principio se creyó que sería debido al trabajo de erigir los sarsens y trilitos de Stonehenge, pero investigaciones publicadas en 2007 indican que estos entierros ocurrieron poco después de la Fase 3ii de Stonehenge.

## Exhibición
Los restos se exhiben en la Wessex Gallery of Archaeology, la cual se abrió en el Salisbury Museum en 2014.

## En la cultura popular
Los arqueros aparecen como personajes en la novela de Mark Patton Undreamed Shore, y parte de la historia se basa en las circunstancias de su entierro.